# My Little Pony: Магия Принцесс
My Little Pony: Магия Принцесс (англ. My Little Pony: Friendship Is Magic) — условно-бесплатная игра по мотивам одноимённого мультсериала, разработанная компанией Gameloft для мобильных устройств и планшетов с операционной системой iOS и Android. Игра была выпущена 8 ноября 2012 года. Игра начала разрабатываться с июня 2012 года, при совместной работе Hasbro и Gameloft, тогда разработчики поставили себе цель закончить игру до конца года. По состоянию на март 2013 года, игра была скачана 5,4 миллиона раз.
Игровой экран представляет собой изометрическую псевдотрёхмерную проекцию, но сами пони выполнены в трёхмерной графике. Даже если пони приставить к определённому магазину или мастерской, они всё равно будут видны гуляющими по городку.

## Сюжет

Изображение из игры. Видны шесть главных героинь мультсериала

Сюжет начинается с того, что злая Лунная Пони окутывает всю Эквестрию тьмой и все пони сбегают из Эквестрии. Однако Сумеречной Искорке удаётся сбежать. Она попадает в Понивилль, который оказывается абсолютно пустым, а большинство его участков окутано тьмой. Конечная цель заключается в том, чтобы изгнать тьму из Понивилля и других городов и снова зажечь шесть алтарей, каждый из которых олицетворяет определённый элемент, после чего можно будет победить Лунную Пони. С обновлениями сюжет продвигается более или менее по сюжету сценария, и появляются новые пони.

## Игровой процесс
В начале под управление игрока попадает пустой участок — городок Понивилль, где находится единственный дом с пони по имени Сумеречная Искорка (Твайлайт Спаркл). Игрок должен покупать новые магазины и пони, в которых они будут работать и таким образом зарабатывать деньги, на которые можно дальше покупать пони и магазины. Почти каждый пони покупается вместе с домом (в одном доме могут жить до 9 пони). Цель игрока заключается в том, чтобы застроить территорию домами с пони и магазинами, а также расширять территории. Также можно строить дорожки и декорации для улицы. Чтобы пони работали по долгу в магазинах и таким образом приносили большие доходы, необходимо получать звёздочки, которые добываются путём игры с ними в мини-игры: игра с мячом, телескоп и сбор яблок.
В игре существует 3 вида валюты: битсы, которые можно собирать из магазинов, сердечки, которые можно получить с помощью друзей, играющих в ту же игру и акций, а также камни, которые достаются очень редко и предназначены для того, чтобы их покупали за реальные деньги. Некоторые здания и пони можно купить лишь за камни.
Способы добыть камни:
- Прохождение на следующий уровень (1-2 камня)
- Прогонять параспрайтов (средний шанс получить один камень, если прогнать последнего из кучки)
- Прогонять перевёртышей (каждый 3-4-й может дать камень)
- Уничтожать хищные растения в Вечнозелёном лесу
- Нажимать на "пони в коробке" (Дерпи; появляется раз в день в одной из локаций); средний шанс получить один камень
- Игра в шахте, набирая определённое количество очков можно встретить камни. В зависимости от вагонетки количество очков меняется (первая вагонетка - от 5,000; вторая - от 15,000; третяя - от 50,000 очков)
- Игра с шариками за сердечки, камни или бесплатно (есть небольшой шанс получить 1-2 камня); в вариации "Шарики Клуждтауна" есть шанс выиграть аж до 17 камней из одного шарика
- Собирание монеток с деревьев и декораций (очень маленький шанс получить камень)
- Использование Кристаллов Гармонии на Камнях Гармонии: чем реже встречаются определённые кристаллы, тем меньше их требуется для получения камня (если наиболее часто встречающихся Кристаллов Смеха нужно около 500, то самых редких кристаллов Магии нужно около 100)
- Просмотр рекламного видео (такая возможность даётся дважды в день; по одному камню за один ролик)
- Групповые задания (во время выполнения можно получить до 7 камней; также есть шанс получить камни по их результатам)
- Участие в акциях (есть шансы выиграть от 10 до 30 камней за раз)

### Мини-игры
Игры для повышения уровня лояльности пони (звёздочек)
- Игра в мяч — игрок должен как можно точнее отражать удары мяча, во время игры с пони, чем лучше ответные удары, тем быстрее проходит игра в мяч и соответственно начисляется больше баллов.
- Телескоп — игрок должен как можно быстрее соединить между собой звёзды в правильном направлении, образуя созвездия.
- Сбор яблок — играя за пони, игрок должен поймать как можно больше падающих яблок, при этом нельзя ловить гнилые яблоки.
- Полёт — игра была доступной, когда пони получает новую звезду, здесь она при полёте должна собрать как можно больше монет, собирать белые и избегать тёмных туч. (на сегодняшний день миниигра доступна только в особых акциях, где нужно собирать параспритов; было заменено на награды за звезды пони)

Остальные
- Погоня в шахте — пони на вагонетке гоняется на рельсах в шахте, где надо собрать как можно больше драгоценных камней.
- Танцы — здесь пони представлены в человеческом виде (как в мультфильме «Девочки из Эквестрии») и танцуют. Игрок должен нажимать в такт одним или двумя пальцами, за это он будет получать баллы, на которые можно получать разные призы. Главный приз — бесплатная пони, в игре автоматически выбирается сама дешёвая, но если купить все пони за монеты, что в качестве приза начнут выдаваться пони, которые можно купить только за камни, пони можно выигрывать раз в неделю. За камни нельзя выиграть принцессу Селестию.

## Критика и проблемы
Мишель Старр, представитель новостного портала CNET, раскритиковала модель «условно бесплатной» игры, отметив, что множество зданий, пони и прочих вещей, покупка которых необходима для развития сюжета, можно купить лишь за камни. Таким образом, игрока всё время подталкивают на покупку камней
, при этом на то, чтобы их бесплатно собрать, уйдёт масса времени. По некоторым оценкам, чтобы купить в игре все объекты за камни, потребуется 3 года, в то время, чтобы их всех моментально купить, потребуется заплатить 50 долларов. Таким образом, игрок встаёт перед выбором, вкладывать деньги ли в игру, в противном случае она не будет прогрессировать. Харли Ожье, критик новостного портала Stuff.co.nz, подверг резкой критике схему ценообразования игры, признавая, что игрок должен платить дополнительно, в противном случае игра будет крайне медленно развиваться. Данная монетизация оскорбляет взрослых игроков и становится непонятной для детей, которые не могут понять, по какой причине они не могут закончить задания. Питер Веллингтон, критик сайта Pocket Gamer, также отметил, что игрок получает слишком мало наград и сокровищ в игре, и со временем неизбежно теряет интерес к игре, так как даже после недели игры, вознаграждений слишком мало.
Ценовая политика игры привела ко множеству инцидентов, связанных с детьми. Например один случай описывает ребёнка, играющего в игру на планшете родителей, который для прохождения заданий постоянно покупал рубины, не подозревая, что за это снимаются реальные деньги, в результате в течение часа ребёнок потратил более 900 долларов. Данные ситуации повлекли за собой массовые жалобы родителей, что заставило Gameloft изменить ценовую политику игры и сделать серьёзные уценки на множество объектов. Например пони по имени Радуга Дэш, необходимая для завершения основного задания стала стоить 90 камней, вместо 500. И даже при этом данные цены остаются слишком высокими и требуют месяцы постоянной игры. В ответ на продолжающиеся претензии, сотрудники компании Gameloft отметили, что недовольства звучали из уст брони, так называемых взрослых поклонников пони, которые просто хотят быстро закончить задания в игре, отметив также, что их основная аудитория — молодые девушки и девочки. Разработчики также отметили, что они должны продавать некоторые вещи в игре, чтобы получать прибыль.